# Gle Kubukrut
Gle Kubukrut är en kulle i Indonesien.   Den ligger i provinsen Aceh, i den västra delen av landet, 1 700 km nordväst om huvudstaden Jakarta. Toppen på Gle Kubukrut är 301 meter över havet.
Terrängen runt Gle Kubukrut är kuperad söderut, men norrut är den platt.Runt Gle Kubukrut är det ganska tätbefolkat, med 160 invånare per kvadratkilometer. Närmaste större samhälle är Reuleuet, 9,4 km öster om Gle Kubukrut. I omgivningarna runt Gle Kubukrut växer i huvudsak städsegrön lövskog.